# Brødrene Løvehjerte
Brødrene Løvehjerte er en børnebog skrevet af den svenske forfatter Astrid Lindgren, og illustreret af Ilon Wikland. Bogen udkom første gang i Sverige i 1973.
Dette er en historie om to uadskillelige brødres kamp for frihed i Nangijala.

## Plot
Karl Løve er knap 10 år, og hans storebror Jonatan Løve kalder ham Tvebak, fordi han elsker disse ligeså meget som sin lillebror. Tvebak er meget syg og bange for at dø, men Jonatan fortæller om efterlivet i Nangijala, hvor det stadig er lejrbålenes og historiefortællernes tid, og hvor man bliver stærk og kan være med i eventyr fra morgen til aften. Men Tvebak ville ønske, at Jonatan ankom til Nangijala først, så de ikke risikerer at skulle vente op til 90 år på at mødes igen. Men Jonatan trøster Tvebak med, at tiden føles anderledes i Nangijala.
Jonatan omkommer kort efter, da han med Tvebak på ryggen hopper ud af køkkenvinduet for at undgå at brænde inde, og ved hans begravelse kalder lærerinden ham Løvehjerte efter den modige engelske konge Richard Løvehjerte. I sin sorg begynder Tvebak at tvivle på, om Nangijala nu også findes, så Jonatan sender en hvid due som tegn på, at han venter på ham i Kirsebærdalen i Nangijala. Tvebak skriver et brev til sin mor om, at de ses igen i Nangijala, hvorefter han dør, genopstår og finder Jonatan siddende ved en å og fiske. Og for en tid ånder alt fred med rideture på hestene Grim og Fjalar.
Jonatan passer duedronningen Sofies rosenhave, og efterhånden bliver Tvebak indviet i Nangijalas onde eventyr. På den anden side af bjergene ligger Rosendalen, som despoten Tengil fra landet Karmajaka har besat og muret inde. Rosendalens indbyggere lever som slaver, og dragen Katla er Tengils mest effektive terrorvåben. Ved hjælp fra sine duer leder Sofie modstanden mod Tengil, men en forræder dræber Sofies duer og fjerner de hemmelige beskeder. 
Forræderiet fører til Rosendalens leder Orvars arrestation, og Jonatan bliver nødt til at forlade Tvebak for at befri denne. Men efter nogle dage drager Tvebak ud for at finde Jonatan, da han tror at have opdaget, hvem Kirsebærdalens forræder er. Han kryber i nattely i en hule i bjergene på grænsen mellem de to dale, og får et chok ved afsløringen af Kirsebærdalens sande forræders identitet, da han opdager ham ved et hemmeligt møde i bjergene med to tengilsoldater.
Efterfølgende bliver Tvebak selv opdaget af soldaterne, og han lyver og siger, at han bor sammen med sin farfar i Rosendalen. Soldaterne tager ham med ind i den befæstede dal, og heldigvis finder de en ældre mand med en hvid due, og Tvebak kaster sig i armene på denne og beder for sit liv. Det viser sig, at farfar Mattias skjuler Jonatan i sin kælder, hvor han er i gang med at grave en tunnel ud til friheden udenfor Rosendalens mur. Gennem dem kan de undslippe til Karmanjaka for at befri Orvar fra Katlagrotten. Med nød og næppe lykkes missionen, og Orvar samler hele modstandsbevægelsen fra alle dele af Nangijala for endeligt at gøre op med Tengil. Men kampen er ulig, og endnu værre bliver det, da Tengil sætter Katla ind i kampen, men det lykkes Jonatan at erobre hornet, hvormed han kan styre Katla, som dræber Tengil.
Som deres sidste mission i frihedens navn må Jonatan og Tvebak føre Katla tilbage til hendes grotte, men da de krydser broen over Karmanjakavandfaldet, mister Jonatan hornet, og med Katla i hælene flygter de op i Karmanjakabjergene, hvorfra det lykkes Jonatan at skubbe en stor sten ned på hende, så hun falder i den selvsamme flod, hvor hendes gamle fjende lindormen Karm bor, og de dræber hinanden.  

Brødrene Løvehjerte slår lejr, og Jonatan fortæller, at han under kampen blev brændt af Katlas ild, som først lammer og derefter dræber ham. Men når man dør i Nangijala, kommer man videre til Nangilima, hvor der forhåbentligt kun er lykkelige eventyr. Men de to brødre er uadskillelige, og denne gang er det Tvebak, som tager Jonatan på ryggen, og de hopper ud fra en klippetop. 

## Film
- Brødrene Løvehjerte, svensk eventyrfilm baseret på bogen fra 1977.